# طبرق
طُبرُق شهری بندری و شبه‌جزیره‌ای است واقع در شمال شرق لیبی، در نزدیکی مرز مصر و در ساحل دریای مدیترانه. این شهر، مرکز استان بطنان به‌شمار می‌رود. جمعیت شهر طُبرُق در سال ۲۰۱۱ میلادی حدود ۱۲۰ هزار نفر تخمین زده شد.
این شهر در جریان جنگ داخلی لیبی در ۲۴ فوریه ۲۰۱۱ میلادی، از کنترل نیروهای وفادار به معمر قذافی خارج شد.
از سال ۲۰۱۱ تا کنون در بخش‌های مختلف سرزمین لیبی، دولت‌ها و پارلمان‌ها و ارتشهای گوناگونی به چشم می‌خورند، که هر کدام از آن‌ها فقط بر بخش‌هایی از خاک لیبی تسلط دارند. یکی از مهم‌ترین این پارلمان‌ها، مجلس نمایندگان طُبرُق است که ریاست آن بر عهده عبدالله الثنی است. ژنرال حفتر که یکی از مقامات سابق ارتش معمر قذافی بوده‌است، هم‌اکنون فرماندهی بخشی از نیروهای نظامی لیبی موسوم به ارتش ملی لیبی را بر عهده گرفته و در همسویی با این پارلمان، به فعالیت نظامی و امنیتی در نواحی شمال شرق لیبی مشغول است.